# هاري أندرسون (مدير فني)
هاري أندرسون (بالإنجليزية: Harry Anderson) هو مدير فني أمريكي، ولد في 29 يناير 1872 في فيرجينيا الغربية في الولايات المتحدة، وتوفي في 14 يونيو 1957.